# Могойто
Могойто (рос. Могойто) — село Курумканського району, Бурятії Росії. Входить до складу Сільського поселення Могойто.
Населення — 959 осіб (2015 рік).